# Gialusa
Gialusa o Yialusa (en griego: Γιαλούσα; de Αιγιαλούσα, que significa "Mar Santo"]; en turco: Yeni Erenköy) es una ciudad en la Península de Karpasia (Dipkarpaz), en Chipre. En 2011, tenía una población de 1.774 habitantes. Forma parte de iure del Distrito de Famagusta de la República de Chipre pero pertenece de facto al Distrito de İskele en la República Turca del Norte de Chipre.
El pueblo se encuentra en una meseta de la Península de Karpasia a lo largo de una llanura costera amplia y fértil. Anteriormente se cultivaba tabaco, taros, algarrobos y olivos que eran los puntales de la economía. Hoy en día gracias a unas buenas infraestructuras y a pequeñas empresas, la agricultura ya no es el motor económico de la región. En la playa municipal (en turco "Halk Plajı") hay restaurantes y todos los servicios turísticos necesarios y a dos kilómetros de distancia está la "Playa Malibú" con un puerto pesquero en el que hay muchos barcos.
En 1960, la ciudad tenía 2.538 habitantes, de los cuales sólo uno era turcochipriota, siendo el resto grecochipriota. Cuando las fuerzas turcas llegaron al pueblo en agosto de 1974, los habitantes griegos no huyeron. Dejaron el pueblo poco a poco debido a las restricciones a la libertad de movimiento y la educación y para reunirse con miembros de su familia que fueron tomados como prisioneros o terminaron en la parte sur de la isla, después de que fueran expulsados. En 1976, los turcochipriotas desplazados de Erenköy fueron reubicados en el pueblo que pasó a llamarse "Yeni Erenköy" (que significa "Nueva Erenköy").
Como parte del fracasado Plan Annan de 2004, el pueblo debía permanecer bajo la administración turcochipriota, pero era nombrado como una de las localidades en las que se tendría que facilitar el retorno de parte de la población grecochipriota.

## Ciudades hermanadas
Gialousa está hermanada con:
 Sincan, Ankara, Turquía.